# Мария-Амалия Саксонска
 Тази статия е за кралицата на Неапол.  За херцогинята вижте Мария Амалия Саксонска (1757 – 1831).  
Мария-Амалия Саксонска  (на немски: Maria Amalia von Sachsen) е принцеса на Полша и Саксония, по съпруг – кралица на Испания, Неапол и Сицилия, съпруга на крал Карлос III Испански.

## Биография
Родена е на 24 ноември 1724 в Дрезден като принцеса Мария Амалия Кристина Франциска Ксаферия Флора Валбурга, (на немски: Maria Amalia Christina Franziska Xaveria Flora Walburga). Тя е дъщеря на Август III, крал на Полша, и на ерцхерцогиня Мария-Йозефа Австрийска.
През 1738 Мария-Амалия е омъжена за Карл VII, крал на Неапол и Сицилия. Въпреки че бракът им е по сметка, двамата стават много близки.
Мария-Амалия била доста изтънчена жена. Тя въвежда производството на порцелан в Неапол и изиграва ключова роля при изграждането на двореца Касетра.
През 1759 г. кралят на Испания Фернандо VI, брат на Карл VII Неаполитански, умира без наследници. Така Карл VII се възкачва и на испанския престол като крал Карлос III, а Мария-Амалия е коронована и за кралица на Испания. Тя и съпругът ѝ се преместват в Мадрид.
Мария-Амалия умира на 27 септември 1760 г. от туберкулоза. След смъртта ѝ съпругът ѝ възкликва: „За 22 години брак, това е първият път, в който тя ме ядосва“.

## Деца
Мария-Амалия и Карлос III имат 13 деца:
- Мария Изабела Антония (1740 – 1742)
- Мария Жозефа Антония (1742)
- Мария Изабела Анна (1743 – 1749)
- Мария Жозефа Кармела (1744 – 1801)
- Мария-Луиза Испанска (1745 – 1792), императрица на Свещената Римска империя.
- Филип (1747 – 1777), херцог на Калабрия, изключен от линията на унаследяване на престола заради менталните си увреждания
- Карлос IV (1748 – 1819), крал на Испания
- Мария-Тереза (1749)
- Фердинанд IV Неаполитански (1751 – 1825)
- Габриел (1752 – 1788)
- Ана-Мария (1754 – 1755)
- Антонио-Паскуал (1755 – 1817).
- Франциско-Хавиер (1757 – 1771)